# 帕爾卡卡爾卡山
15°57′39″S 68°19′36″W / 15.96083°S 68.32667°W
帕爾卡卡爾卡山（Pallqa K'ark'a），是玻利維亞的山峰，位於該國西部拉巴斯省的拉雷卡哈省，處於查查科馬尼山東北面，屬於安第斯山脈中玻利維亞瑞阿爾山脈的一部分，海拔高度5,046米。